# Conor Gallagher
Conor John Gallagher, född 6 februari 2000 i Epsom, är en engelsk fotbollsspelare som spelar för Atlético Madrid. Han representerar även det engelska landslaget.

## Karriär
Den 17 september 2020 förlängde Gallagher sitt kontrakt i Chelsea med fem år och blev samtidigt utlånad till West Bromwich Albion på ett låneavtal över säsongen 2020/2021. I juli 2021 lånades han ut till Crystal Palace på ett låneavtal över säsongen 2021/2022.
Den 21 augusti 2024 värvades Gallagher av Atlético Madrid, där han skrev på ett femårskontrakt.